# 小店镇 (汝阳县)
小店镇，是中华人民共和国河南省洛陽市汝阳县下辖的一个乡镇级行政单位。

## 行政区划
小店镇下辖以下地区：
小店村、马庄村、小寺村、付庄村、杨家渠村、车坊村、龙泉村、紫罗村、虎寨村、双丰村、马沟村、关帝村、秦洼村、赵村、胡村、黄屯村、圣王台村、李村、高庄村和板棚村。